# Ines Müller

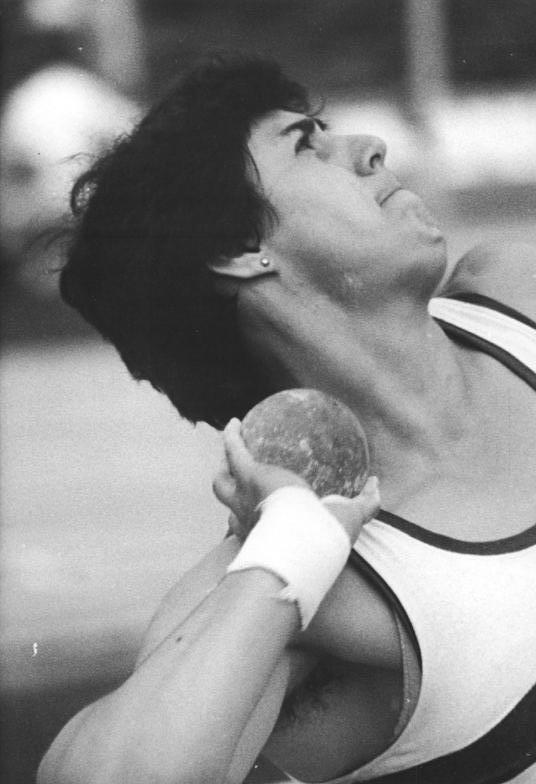
Müller bei den DDR-Meisterschaften (August 1985)

Ines Müller (geb. Reichenbach; * 2. Januar 1959 in Grimmen) ist eine ehemalige deutsche Kugelstoßerin und Diskuswerferin, die für die DDR startete. Ihr größter Erfolg war der Gewinn der Bronzemedaille im Kugelstoßen bei den Leichtathletik-Weltmeisterschaften 1987.

## Leben
Die 1,82 m große und zu ihrer Wettkampfzeit 90 kg schwere Müller, die für den SC Empor Rostock startete, war zunächst im Diskuswurf erfolgreich: Bei den Leichtathletik-Junioreneuropameisterschaften 1977 gewann sie die Goldmedaille.
Im Kugelstoßen wurde sie 1980 Achte bei den Olympischen Spielen in Moskau. Im Jahr darauf gewann sie bei der Universiade Silber. Jeweils Zweite wurde sie auch bei den Hallenweltspielen 1985 in Paris und bei den Europameisterschaften 1986 in Stuttgart. 1987 gewann sie Bronze bei den Weltmeisterschaften in Rom. Bei den Olympischen Spielen 1988 in Seoul verpasste sie als Vierte knapp eine Medaille. Auf nationaler Ebene wurde Müller 1985 und 1986 DDR-Meisterin, 1984 und 1988 Vizemeisterin. In der Halle wurde sie 1984 DDR-Meisterin sowie 1979 und 1980 Vizemeisterin.
In den nach der Wende öffentlich gewordenen Unterlagen zum Staatsdoping in der DDR fand sich bei den gedopten Sportlerinnen auch ihr Name.

## Trivia
Ihr Sohn ist der Kugelstoßer Patrick Müller.

## Persönliche Bestleistungen
- Kugelstoßen: 21,57 m, 16. Mai 1988, Athen
  - Halle: 21,26 m, 24. Februar 1985, Berlin
- Diskuswurf: 66,40 m, 22. September 1985, Berlin